# Ernest Gillet
Pour les articles homonymes, voir Gillet.
Ernest Vital Louis Gillet,  né le 12 septembre 1856 à Batignolles-Monceau (actuel 17e arrondissement de Paris) et mort le 6 mai 1940 dans le 16e arrondissement de Paris, est un compositeur et violoncelliste français.
Il est le frère du compositeur et hautboïste Georges Gillet (1854-1920) et le père du musicien franco-américain Fernand Gillet (1882-1980).

## Biographie
Élève de l'École Niedermeyer de Paris puis de Auguste-Joseph Franchomme au Conservatoire de Paris, il obtient en 1874 le premier prix du Conservatoire et devient violoncelliste à l'orchestre de l'Opéra de Paris (1875-1882). 
Violoncelliste-solo des concerts Colonne, des concerts Lamoureux et des concerts de Monte-Carlo, il obtient un grand succès avec son opérette La Fille de la mère Michel, écrite avec Daniel Riche en 1893 ainsi qu'avec sa valse Loin du bal (1888) que l'on peut entendre dans le film de Laurel et Hardy Maîtres de ballet en 1943.

## Œuvres
On lui doit plus de quatre cents créations dont :
Musique de scène
- 1894 : Le Suicide de Pierrot, pantomime en 1 acte de Charles Aubert, au Jardin de Paris (janvier). Reprise au théâtre d'Application le 29 mars 1895.
- 1898 : Pierrot cambrioleur, pantomime avec ombres de Louis Théo, à l'Olympia (8 janvier)
- 1899 : En retard !, opérette en 1 acte sur un livret de William Dubois, au Divan japonais de Tunis (10 novembre)
- 1900 : Mariage princier, opéra-comique en 3 actes sur un livret de Paul Ferrier, au théâtre de la Renaissance (18 août)
- 1903 : La Fille de la mère Michel, opérette en 3 actes sur un livret de Daniel Riche, au théâtre des Bouffes-Parisiens (13 octobre)
- 1917 : Mam'zelle Vendémiaire / La Belle de Vendémiaire, opérette historique en 3 actes et 4 tableaux sur un livret d'André Lénéka et Armand Foucher, à l'Apollo (10 février). Reprise à la Gaîté-Lyrique le 28 mars 1919 et au Théâtre-Français de Rouen en 1922.
- 1929 : Gringoire, opérette en 3 actes et 4 tableaux sur un livret de Raphaël Adam et André Baugé, au Trianon-Lyrique

Musique de concert
| - Loin du bal (1888) - Marche burlesque - Intermezzo - Entr'acte, gavotte pour violon et piano - Lejos del baile - La lettre de Manon - Intermezzo lointain - Babillage - Cortège du Sardar - Passepied für Violoncello und Klavier - Canzonetta für Violoncello und Klavier - Au moulin - Au Village | - Babillage - Dans la Forêt - Douce caresse - Doux murmure - La toupie - Sérénade de Pierrot, pièce de caractère - Sommeil d'enfant - Sous l'ombrage - Pizzicati - Sérénade impromptu - Souvenir d'Espagnole - Walzer Vous êtes charmante! |